# Episcynia
Episcynia is een geslacht van weekdieren uit de klasse van de Gastropoda (slakken).

## Soorten
- Episcynia bolivari Pilsbry & Olsson, 1946
- Episcynia devexa Keen, 1946
- Episcynia inornata (d'Orbigny, 1842)
- Episcynia itanhura Simone, 2012
- Episcynia medialis Keen, 1971
- Episcynia multicarinata (Dall, 1889)
- Episcynia nicholsoni (Strong & Hertlein, 1939)